# Pero apapinaria
Pero apapinaria är en fjärilsart som beskrevs av Dyar 1908. Pero apapinaria ingår i släktet Pero och familjen mätare. Inga underarter finns listade i Catalogue of Life.